# Sphodromantis abessinica
Sphodromantis abessinica es una especie de mantis de la familia Mantidae.

## Distribución geográfica
Se encuentra en Etiopía y Somalia.